# Чершань
Чершань, Чершані (рум. Cerșani) — село у повіті Арджеш в Румунії. Входить до складу комуни Сусень.
Село розташоване на відстані 96 км на захід від Бухареста, 16 км на південь від Пітешть, 99 км на північний схід від Крайови, 116 км на південний захід від Брашова.

## Населення
За даними перепису населення 2002 року у селі проживали 837 осіб, з них 835 осіб (99,8%) румунів. Рідною мовою 835 осіб (99,8%) назвали румунську.